# ワインの守護聖人

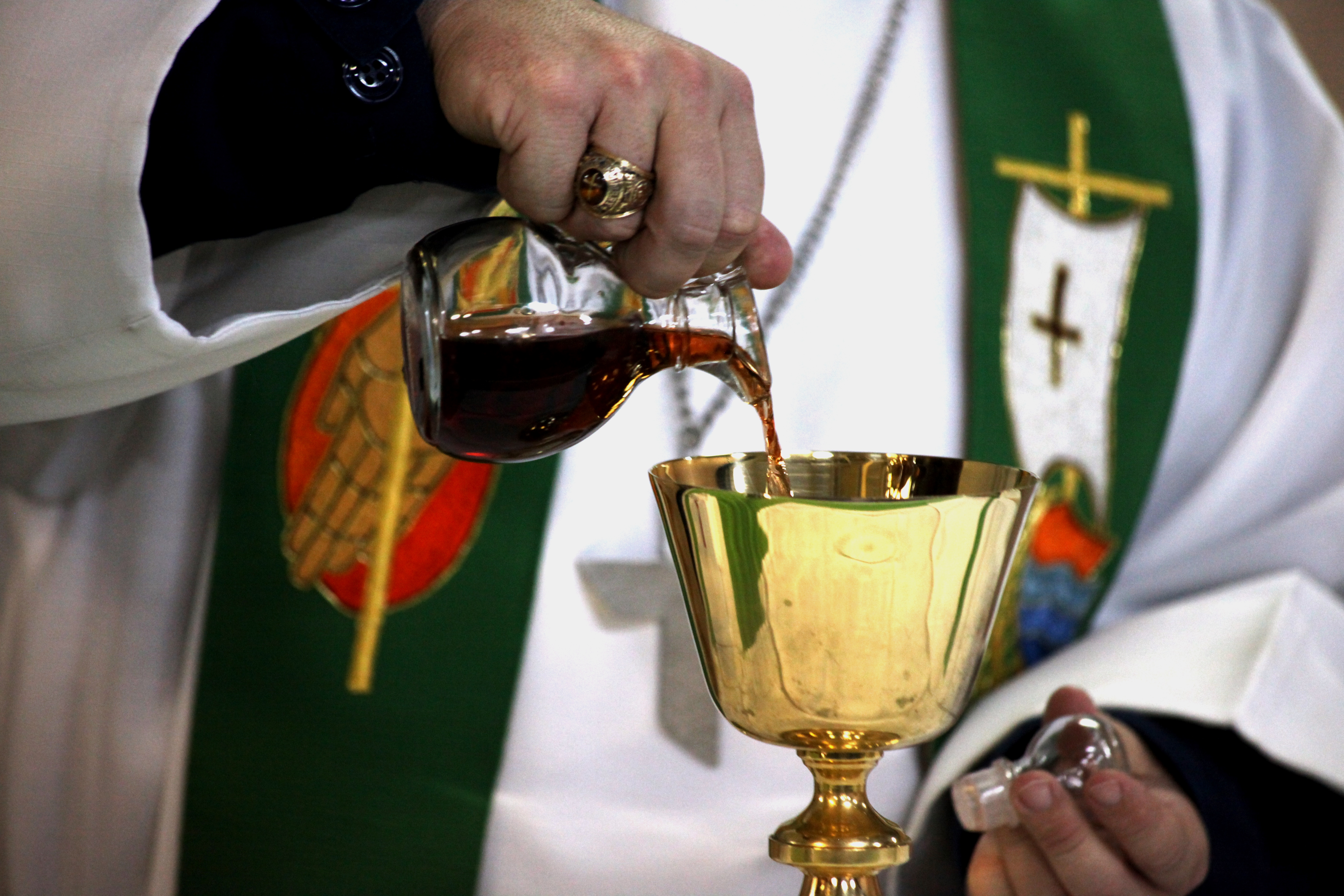
キリスト教にワインは不可欠である

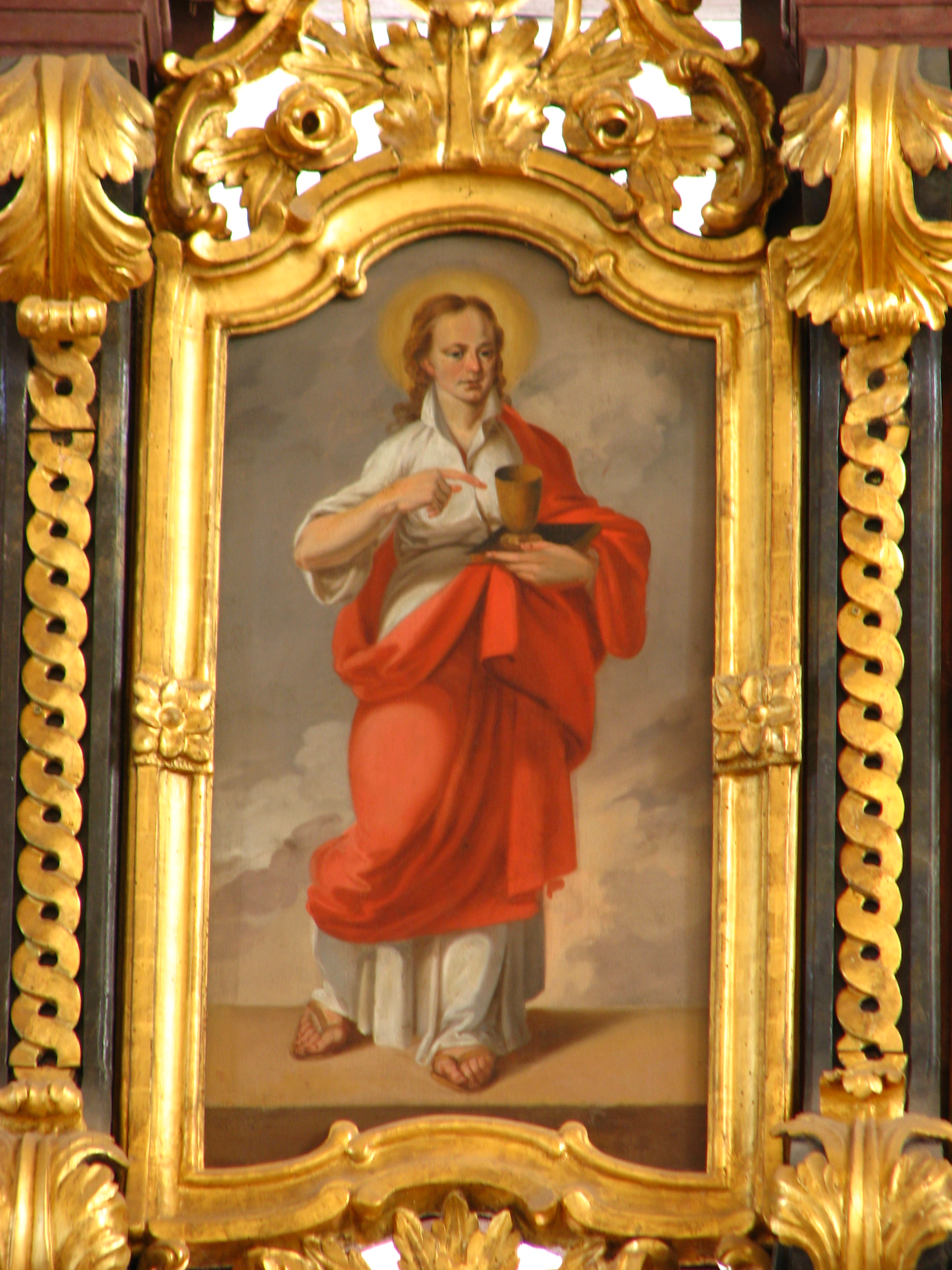
毒杯を手にする使徒ヨハネ

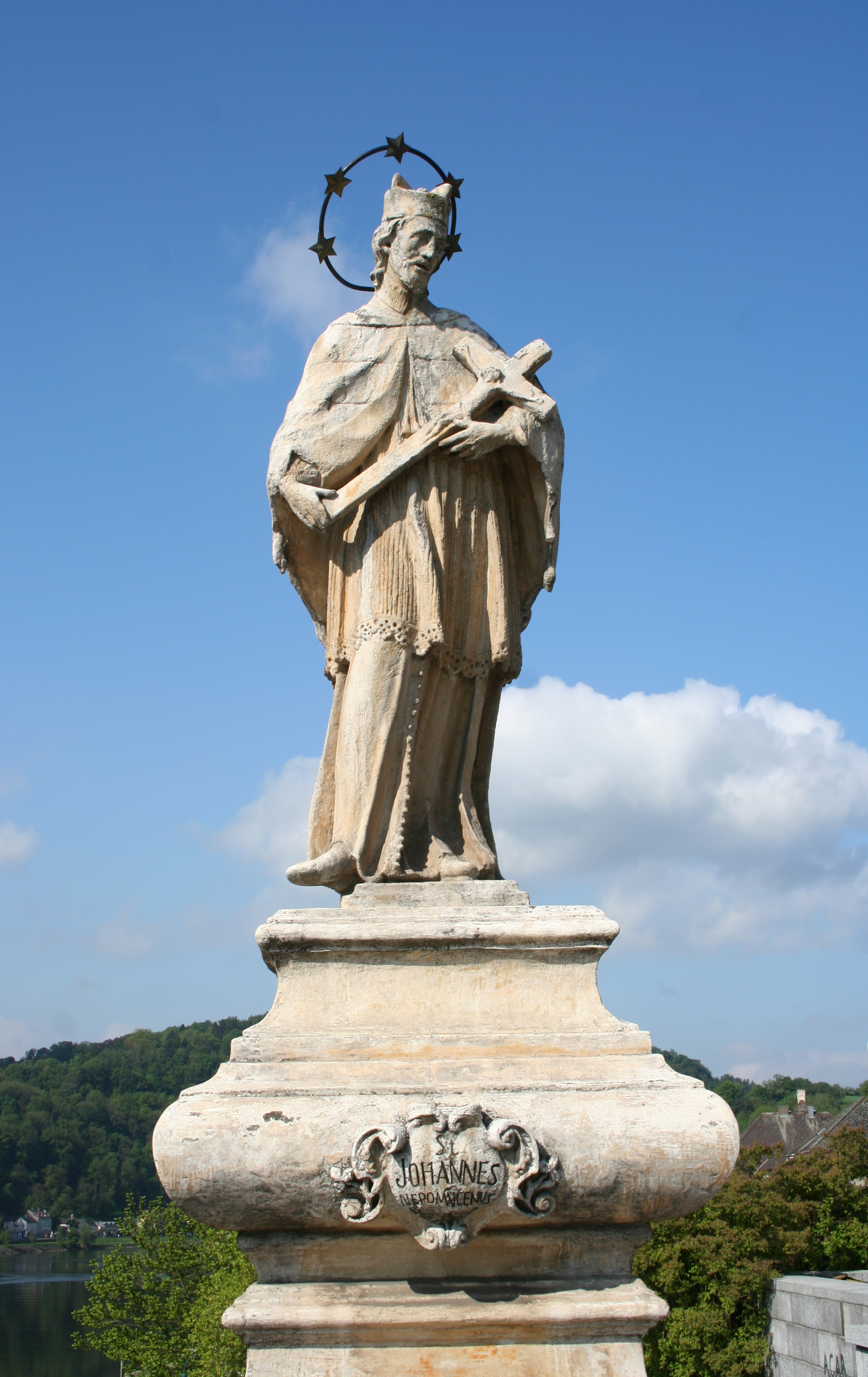
ネポムクのヨハネ

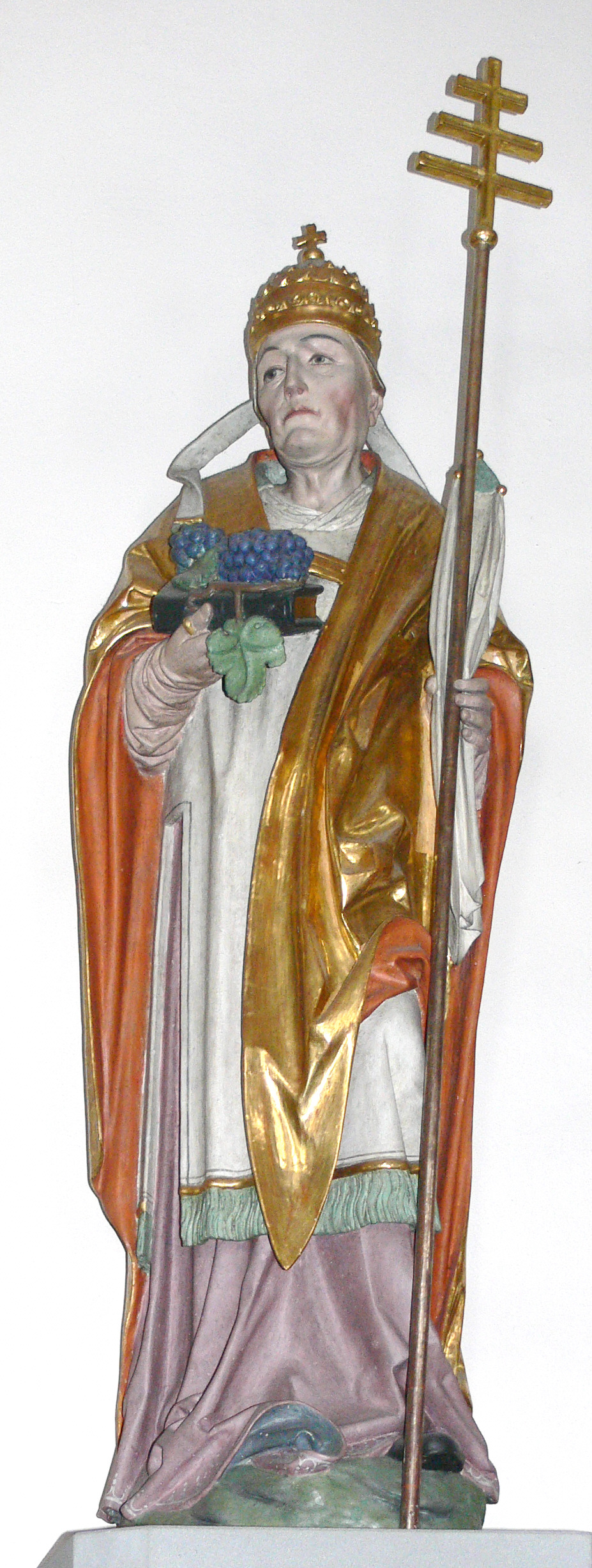
ブドウを持つ聖ウルバヌス

ワインの守護聖人では、ワインの守護聖人とされる人物のうちの何名かを挙げる。
キリスト教文化が強いヨーロッパでは、麦とブドウは重要な作物であり、その宗教的意義が大きい。そのせいもあって、ワインの守護聖人がきわめて多く、恐らくは50名ほどには上るといわれる。ブドウの栽培はかなり天候に左右されやすく、それが、ブドウ農家が、守護聖人に豊作を祈願する一因ともいわれている。

## 3人のヨハネ
ここでいうヨハネとは、
- 洗礼者ヨハネ
- 使徒ヨハネ
- ネポムクのヨハネ

この3名である。
まず洗礼者ヨハネは、聖名祝日が6月24日であり、この時期のブドウの開花の具合がその年の出来につながる地域が多いため、守護聖人となっている。次に使徒ヨハネは、祝日は12月27日で特にブドウの開花や出来とは関連しないが、イエス・キリストの弟子として迫害を受けた際に、毒入りのワインを渡され、何事もなく飲み干したことに由来する。3人目のネポムクのヨハネは、プラハの宮廷の聴聞司祭だったが、王妃の告白をめぐって王と対立し、拷問の後に溺死させられた。その時奇跡が起き、のちに水流や橋を守る聖人となったが、さらには、水を祝福してワインにするとまで考えられ、ワインの守護聖人としてあがめられるようになった。ボヘミア、ザルツブルク、バイエルン、ファルツでワインの守護聖人となっている。

## 聖ウルバヌス
フランス東部、ドイツで守護聖人とされる。3世紀の教皇ウルバヌス1世と、5世紀の司教であるラグレーのウルバヌスとが同じ名前で、共にブドウ園主から崇拝されたということで、この両者が混合したと考えられる。ウルバヌスは、迫害に遭った時にブドウの木に陰に隠れて難を逃れ、死後にワインの守護を約束したとも、また、この時矢が当たって殉教し、そのため守護聖人になったともいわれる。祝日は5月25日だが、この日は教会暦では認められていない。ブドウが花をつける時期にその年の豊作を占う、農民のための祭だからである。
聖ウルバヌスに扮した人物が馬に乗って、楽隊と共に、差し出されるワインを飲みつつ町中を練り歩くもので、ブドウ園主による宴会が行われたり、地域によってはワイン売りが聖ウルバヌスの像を持ち歩いたり、司教冠をつけて馬で行進したりしたともいう。しかし放埓三昧な祭のあり方に、教会や領主が眉をひそめるようになって、たびたび禁止令が出され、現在ではかつてのような派手な祭は行われていない。　

## 聖マルティヌス
元々ローマ帝国の軍人であり、ガリアに西方教会初の修道院を建てた聖マルティヌスは、ブドウの栽培にも熱心であったといわれ、また、最も古いワインの守護聖人の一人でもある。特異な能力をいくつも持ち、そのうちの一つが果汁を発酵させる力であると信じられていた。現在の聖マルティヌスの日は、ヨーロッパでは、その年一番に仕込んだワインを開封する日でもある。

## 聖キリアン
ドイツのフランケン地方、ヴュルツブルクでワインの守護聖人とされる聖キリアンも、ブドウの栽培を奨励した聖人である。7月の殉教日の祝祭がワイン祭りとして行われ、ワインの女王や民族衣装を着た子供たち、楽隊などが町をパレードする。また、7月の第一土曜より17日間にわたりワイン祭りが開かれる。

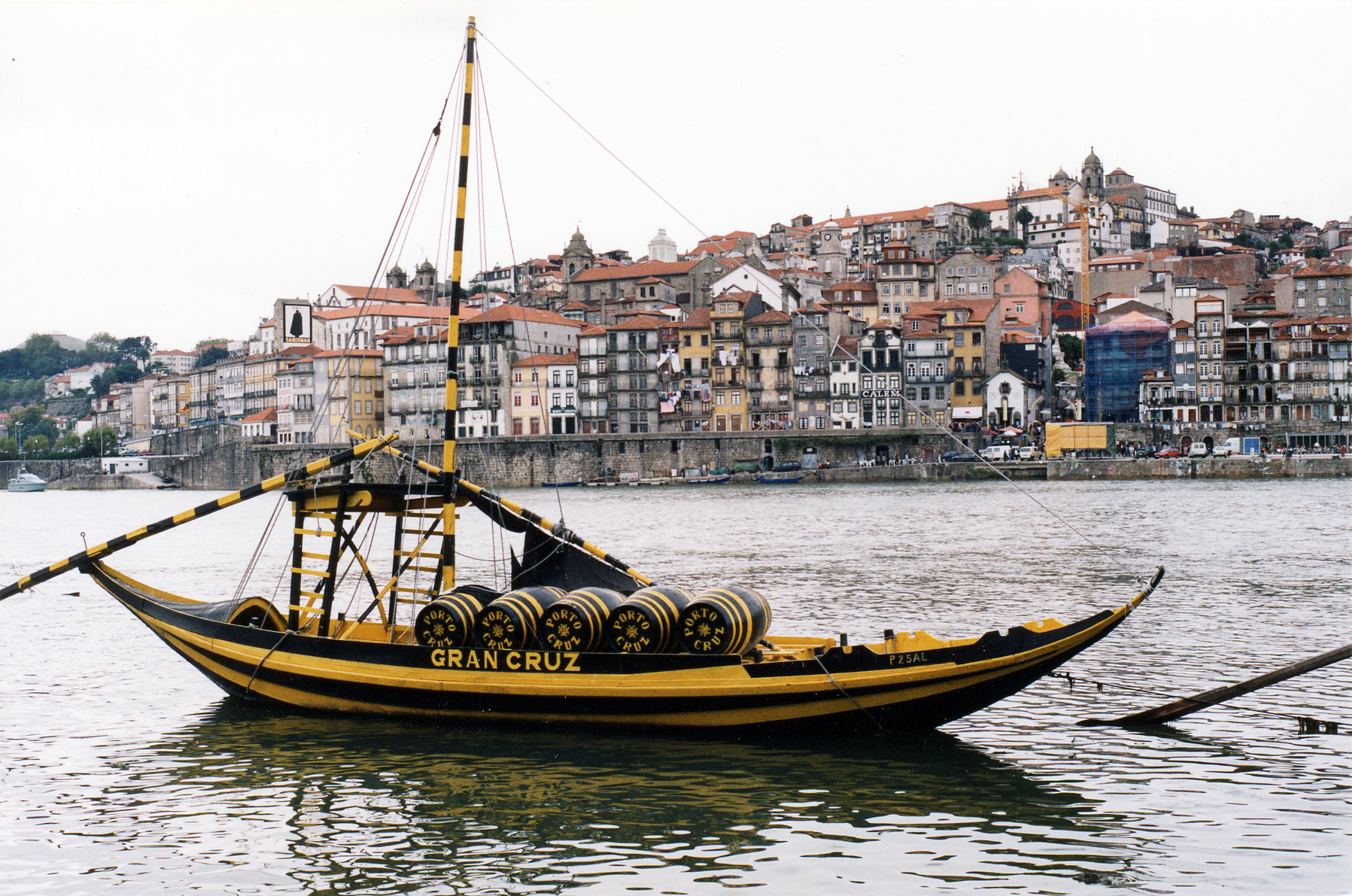
ポートワインを運ぶ船

## 聖クリストフォルス
オーストリア、スイスのチロル地方では、聖クリストフォロスがワインの守護聖人となっている地域がある。幼いイエス・キリストを背負ったことにより、荷物運搬や交通の聖人となっている聖クリストフォロスにちなみ、ワインの運搬や輸送の加護を仰ぐためである。

## その他
聖ニコラウス、聖ゲオルギウスや大天使ミカエル、聖ラウレンティウスもワインの守護聖人とされる。ワインの名品を作り続けてきた修道院も、聖人に守護を求める。ライン川沿いで産するヨハネスベルク（ヨハニスベルク）は、洗礼者ヨハネの名を冠する修道院により、世に送り出されたものである。